# Costosa
Costosa is een geslacht van vlinders van de familie bladrollers (Tortricidae), uit de onderfamilie Olethreutinae.

## Soorten
- C. allochroma Diakonoff, 1968
- C. aphenia Diakonoff, 1973
- C. rhodantha (Meyrick, 1907)